# Circuit d'injection
Pour l’article homonyme, voir Injection (moteur).
 (août 2025).
Si vous disposez d'ouvrages ou d'articles de référence ou si vous connaissez des sites web de qualité traitant du thème abordé ici, merci de compléter l'article en donnant les références utiles à sa vérifiabilité et en les liant à la section « Notes et références ».
 (juillet 2012).
Le circuit d'injection est un composant indispensable d'un moteur à explosion moderne, dont la fonction est d'introduire dans les cylindres le combustible essentiel à la combustion,.

## Composition
Il peut être décomposé en trois parties principales :
- le circuit d'alimentation ;
- le circuit d'injection ;
- le circuit de retour.

Les principaux composants du circuit sont :
- le réservoir à carburant ;
- le filtre à carburant ;
- le décanteur de carburant ;
- la pompe d'alimentation ;
- la pompe à injection ;
- le régulateur de pression ;
- les injecteurs ;
- les injecteurs pompes.

## Circuit d'alimentation
Sa fonction est d'alimenter en carburant liquide le système à une pression déterminée. Les composants du circuit d'alimentation sont le réservoir, le filtre à carburant, la pompe de gavage ou d'alimentation, le réchauffeur de carburant, la pompe haute pression, le régulateur haute pression, et il se décompose en trois parties :
un circuit d'alimentation à basse pression, un circuit haute pression et un circuit de retour.
- Le réservoir stocke le carburant liquide.
- La pompe d'alimentation alimente la pompe d'injection en combustible sous pression, elle est précédée d'une crépine incorporée au réservoir qui permet de pré-filtrer le combustible. Il existe deux types de pompe d'alimentation :
  - Pompe à piston pour une pompe d'injection en ligne (0,8 à 1,2 bar)
  - Pompe à membrane pour une pompe d'injection rotative (0,2 à 0,4 bar)

Ces deux types de pompes sont auto-régulatrices. elles sont suivies d'un filtre permettant de fournir au système d'injection un carburant propre.

## Circuit d'injection
Sa fonction est le dosage et la distribution, en fonction de la vitesse et de la charge du moteur. Mais aussi d'introduire, de pulvériser et de répartir le combustible dans les cylindres au meilleur moment.
Les circuits d'injections peuvent se diviser en deux grandes catégories :

### Moteur Diesel

#### Injection classique
Ce circuit d'injection est un circuit moyenne pression (100 / 200 bars) comprenant essentiellement la pompe d'injection.

#### Injection haute-pression à rampe commune
Ce circuit d'injection est un circuit haute pression organisé comme suit :
- pompe haute pression (1 600 à 2 000 bars) ;
- injecteurs commandés individuellement par un calculateur.

#### Injection haute-pression par injecteur pompe
- Régulateur de pression ;
- Injecteurs pompes commandés individuellement par un calculateur.

### Moteur essence ou alcool

#### Moteur essence ou alcool injection indirecte
Le circuit d'injection est un circuit moyenne pression organisé comme suit :
- régulateur de pression ;
- injecteurs commandés individuellement par un calculateur.

#### Moteur à essence ou à alcool à injection directe
- Régulateur de pression ;
- Injecteurs pompes commandés individuellement par un calculateur ;
- Compression ;
- Bougie d'allumage ;
- Circuit de freinage ;
- Régulateur à basse pression indéterminé.

## Circuit de retour
Il permet la récupération du carburant excédentaire ou des fuites des deux précédents circuits. Le combustible retourne par un tube basse pression au réservoir. Sur les injecteurs des systèmes d'injection directe Diesel et essence modernes, une partie du carburant est utilisée pour commander hydrauliquement la levée de l'aiguille. Lors de l'ouverture de l'injecteur, un débit de commande est donc créé, lequel est évacué dans le circuit de retour. Il ne s'agit donc pas à proprement parler d'un débit de fuite, mais d'un retour de carburant associé au fonctionnement normal de l'injecteur. Toutefois, cette circulation ayant pour effet de réchauffer le carburant et, donc réduire sa masse volumique. Il est donc nécessaire de limiter ce débit de retour, considéré comme une fuite, au minimum.